# Cent
Cent, centavo, centésimo, cêntimo, céntimo, centime su različiti nazivi za stoti dio brojnih svjetskih valuta. Izraz cent se također odnosi i na novčić vrijednosti jedan cent. Oznaka za cent je, ovisno o valuti, najčešće malo slovo "c" prekriženo kosom ili okomitom linijom: ¢; ili jednostavno samo slovo c.
Riječ cent potječe od latinske riječi "centum", u značenju stotine. Engleski izraz cent se koristi prvenstveno među državama koje su bile dio Britanskog Carstva. Izraz centavo se koristi prvenstveno među državama koje su bile španjolske ili portugalske kolonije. Izrazi centésimo i céntimo potječu iz španjolskog jezika, a cêntimo iz portugalskog jezika. Izraz centime se koristi prvenstveno među državama koje su bile francuske kolonije.

## Cent
- Aruba - arupski gulden
- Australija - australski dolar
- Bahami - bahamski dolar
- Barbados - barbadoski dolar
- Belize - belizeanski dolar
- Bermudi - bermudski dolar
- Brunej - brunejski dolar
- Eritreja - eritrejska nakfa
- Europska unija - euro
- Fidži - fidžijski dolar
- Gvajana - gvajanski dolar
- Hong Kong - hongkonški dolar
- istočnokaripski dolar
- Jamajka - jamajčanski dolar
- Južnoafrička Republika - južnoafrički rand
- Kajmanski Otoci - kajmanski dolar
- Kanada - kanadski dolar
- Kenija - kenijski šiling
- Kiribati - kiribatski dolar
- Cookovo Otočje - kukovootočki dolar
- Liberija - liberijski dolar
- Namibija - namibijski dolar
- Nizozemski Antili - nizozemskoantilski gulden
- Novi Zeland - novozelandski dolar
- Sjedinjene Američke Države - američki dolar
- Solomonski Otoci - solomonskootočni dolar
- Sejšeli - sejšelska rupija
- Sijera Leone - sijeraleonski leone
- Singapur - singapurski dolar
- Surinam - surinamski dolar
- Esvatini - svazijski lilangeni
- Šri Lanka - šrilanska rupija
- Republika Kina - novotajvanski dolar
- Trinidad i Tobago - trinidadtobaški dolar
- Tuvalu - tuvaluški dolar
- Uganda - ugandski šiling
- Zimbabve - zimbabveanski dolar

## Centavo
- Argentina - argentinski pezo
- Bolivija - bolivijski bolivijano
- Brazil - brazilski real
- Čile - čileanski pezo
- Dominikanska Republika - dominikanski pezo
- Gvatemala - gvatemalski kvecal
- Honduras - honduraška lempira
- Istočni Timor - istočnotimorski sentavo
- Kolumbija - kolumbijski pezo
- Kuba - kubanski pezo
- Meksiko - meksički pezo
- Mozambik - mozambički metikal
- Nikaragva - nikaragvanska kordoba
- Zelenortska Republika - zelenortski eskudo

## Centésimo
- Panama - panamska balboa
- Urugvaj - urugvajski pezo

## Cêntimo
- Angola - angolska kvanza
- Sveti Toma i Princip - saotomska dobra

## Céntimo
- Kostarika - kostarikanski kolon
- Peru - peruanski novi sol
- Paragvaj - paragvajski gvarani
- Venezuela - venezuelanski bolivar

## Centime
- Alžir - alžirski dinar
- Burundi - burundski franak
- CFA franak BCEAO
- CFA franak BEAC
- CFP franak
- Džibuti - džibutski franak
- Gvineja - gvinejski franak
- Haiti - haićanski gourd
- Komori - komorski franak
- DR Kongo - kongoanski franak
- Maroko - marokanski dirham
- Ruanda - ruandski franak

## Sen
- Indonezija - indonezijska rupija
- Japan - japanski jen
- Kambodža - kambodžanski rijel
- Malezija - malezijski ringit

## Ostali slični nazivi
| centas  | Litva - litavski litas         |
| santīms | Latvija - letonski lats        |
| santim  | Etiopija - etiopski bir        |
| sentimo | Filipini - filipinski pezo     |
| sene    | Samoa - samoanska tala         |
| sente   | Lesoto - lesotski loti         |
| senti   | Tanzanija - tanzanijski šiling |
| seniti  | Tonga - tongaška pa’anga       |